# Špitalič pri Slovenskih Konjicah
Špitalič pri Slovenskih Konjicah – wieś w Słowenii, w gminie Slovenske Konjice. W 2018 roku liczyła 5 mieszkańców.